# Regionale raad van Shomron
De regionale raad van Shomron (Hebreeuws: מועצה אזורית שומרון) is een regionale raad in Israël. Het omvat een aantal Israëlische nederzettingen op de bezette Westelijke Jordaanoever.

## Gemeenschappen
| - Alei Zahav - Avnei Hefetz - Barkan - Bruchin - Einav - Elon Moreh - Etz Efraim - Har Bracha - Hermesh - Hinanit | - Itamar - Kfar Tapuach - Kiryat Netafim - Ma'ale Shomron - Mevo Dotan - Migdalim - Nofei Nehemiah - Nofim - Peduel - Rachelim | - Reihan - Revava - Sha'arei Tikva - Shaked - Shavei Shomron - Sal'it - Tel Menashe - Tzofim - Yakir - Yitzhar |

Abu Basma · Alona · al-Batuf · Be'er Tuvia · Beit She'an Vallei · Bnei Shimon · Brenner · Bustan al-Marj · Centraal Arava · Drom HaSharon · Esjkol · Gan Raveh · Gederot · Gezer · Gilboa · Golan · Gush Etzion · Har Hebron · Hefervallei · Hevel Eilot · Hevel Modi'in · Hevel Yavne · Hof Ashkelon · Hof HaCarmel · Hof HaSharon · Jizreëlvallei · Emek HaYarden · Bik'at HaYarden · Lakhish · Lev HaSharon · Lodvallei · Lager Galilea · Ma'ale Yosef · Mateh Asher · Mateh Binyamin · Mateh Yehuda · Megiddo · Megilot · Menashe · Merhavim · Merom HaGalil · Mevo'ot HaHermon · Misgav · Nahal Sorek · Ramat HaNegev · Sha'ar HaNegev · Sdot Negev · Shafir · Shomron · Tamar · Hoger Galilea · Yoav · Zevoeloen